# Bolo de goma
O bolo de goma, bolo de sal ou bolo piauiense é um prato brasileiro, típico do estado do Piauí, considerado alimento base no cardápio matinal e em lanches nas mesas piauienses. É também muito consumido no estado do Maranhão e encontrado em algumas cidades do Ceará, onde é chamado de bolo piauiense.
A receita consiste basicamente na combinação de goma (polvilho doce), leite, óleo, ovos, sal e queijo, seguindo etapas de preparo até sua ida ao forno. Em suas variações, algumas pessoas adicionam também erva-doce, dando maior realce e um sabor inconfundível.

## História
As roças de mandioca e as casas de farinha têm grande relevância na paisagem cultural do Nordeste brasileiro. Durante o processo de ocupação pecuária nordestina, entre meados do século XVII e o final do século XIX, foram cerca de duzentos anos de formação de uma geografia humana resultante do confronto entre colonizadores e povos originários. Um dos reflexos dessa relação está na culinária com base em derivados da mandioca, presente nos hábitos alimentares do sertão. Antigamente, era comum que os bolos fossem assados em fornos de barro feitos próximos às cozinhas das casas.